# Чемпионат Европы по водным видам спорта 2002
XXVI чемпионат Европы по водным видам спорта проходил в Берлине (Германия) с 29 июля по 4 августа 2002 года. В нём приняло участие 786 спортсменов из 38 стран. Программа соревнований включала в себя плавание (38 комплектов наград), прыжки в воду (10 комплектов наград), синхронное плавание (3 комплекта наград) и плавание на открытой воде (6 комплектов наград). Всего было разыграно 57 комплектов наград. Заплывы на открытой воде были проведены в Потсдаме.

## Таблица медалей
Страна-организатор 
| Место | Страна     | Золото | Серебро | Бронза | Всего |
| ----- | ---------- | ------ | ------- | ------ | ----- |
| 1     | Германия   | 15     | 12      | 9      | 36    |
| 2     | Россия     | 11     | 7       | 8      | 26    |
| 3     | Италия     | 7      | 6       | 7      | 20    |
| 4     | Украина    | 6      | 5       | 6      | 17    |
| 5     | Швеция     | 4      | 3       | 4      | 11    |
| 6     | Нидерланды | 4      | 0       | 2      | 6     |
| 7     | Франция    | 2      | 3       | 4      | 9     |
| 8     | Польша     | 2      | 1       | 1      | 4     |
| 9     | Финляндия  | 2      | 0       | 0      | 2     |
| 10    | Испания    | 1      | 5       | 2      | 8     |
| 11    | Австрия    | 1      | 2       | 1      | 4     |
| 12    | Словакия   | 1      | 2       | 0      | 3     |
| 13    | Хорватия   | 1      | 0       | 2      | 3     |
| 14    | Венгрия    | 0      | 8       | 1      | 9     |
| 15    | Беларусь   | 0      | 1       | 6      | 7     |
| 16    | Румыния    | 0      | 1       | 2      | 3     |
| 17    | Швейцария  | 0      | 1       | 0      | 1     |
| 18    | Греция     | 0      | 0       | 1      | 1     |
| 18    | Словения   | 0      | 0       | 1      | 1     |
| Всего | Всего      | 57     | 57      | 57     | 171   |

## Плавание

### Мужчины
| Дисциплина                     | Золото                                                                                       | Золото    | Серебро                                                                 | Серебро  | Бронза                                                                                   | Бронза   |
| ------------------------------ | -------------------------------------------------------------------------------------------- | --------- | ----------------------------------------------------------------------- | -------- | ---------------------------------------------------------------------------------------- | -------- |
| 50 м вольный стиль             | Бартош Кизеровский Польша                                                                    | 22,18     | Лоренцо Висмара Италия                                                  | 22,26    | Александр Волынец Украина                                                                | 22,31    |
| 100 м вольный стиль            | Питер ван ден Хогенбанд Нидерланды                                                           | 47,86     | Александр Попов Россия                                                  | 48,94    | Дуе Драганья Хорватия                                                                    | 49,31    |
| 200 м вольный стиль            | Питер ван ден Хогенбанд Нидерланды                                                           | 1:44,89ER | Эмилиано Брембилла Италия                                               | 1:46,94  | Масимилиано Розолино Италия                                                              | 1:47,98  |
| 400 м вольный стиль            | Эмилиано Брембилла Италия                                                                    | 3:46,60   | Масимилиано Розолино Италия                                             | 3:48,70  | Драгош Коман Румыния                                                                     | 3:48,78  |
| 1500 м вольный стиль           | Юрий Прилуков Россия                                                                         | 15:03,88  | Кристиан Минотти Италия                                                 | 15:04,16 | Игорь Червинский Украина                                                                 | 15:07,65 |
|                                |                                                                                              |           |                                                                         |          |                                                                                          |          |
| 50 м спина                     | Томас Руппрат Германия                                                                       | 25,05     | Стив Телоке Германия                                                    | 25,12    | Бартош Кизеровский Польша                                                                | 25,52    |
| 100 м спина                    | Стив Телоке Германия                                                                         | 54,42ER   | Маркус Роган Австрия                                                    | 54,54    | Пьер Роже Франция                                                                        | 54,89    |
| 200 м спина                    | Гордан Кожуль Хорватия                                                                       | 1:58,70   | Маркус Роган Австрия                                                    | 1:58,83  | Марко Страхия Хорватия                                                                   | 1:58,89  |
|                                |                                                                                              |           |                                                                         |          |                                                                                          |          |
| 50 м брасс                     | Олег Лисогор Украина                                                                         | 27,18WR   | Михай Фласкай Венгрия                                                   | 27,51    | Карой Гюттлер Венгрия                                                                    | 27,85    |
| 100 м брасс                    | Олег Лисогор Украина                                                                         | 1:00,29   | Роман Слуднов Россия                                                    | 1:00,72  | Юг Дюбоск Франция                                                                        | 1:01,04  |
| 200 м брасс                    | Давиде Руммоло Италия                                                                        | 2:11,37   | Йоан Бернар Франция                                                     | 2:11,77  | Роман Слуднов Россия                                                                     | 2:11,82  |
|                                |                                                                                              |           |                                                                         |          |                                                                                          |          |
| 50 м баттерфляй                | Йере Хорд Финляндия                                                                          | 23,50ER   | Томас Руппрат Германия                                                  | 23,78    | Ларс Фрёландер Швеция                                                                    | 23,85    |
| 100 м баттерфляй               | Томас Руппрат Германия                                                                       | 51,94     | Андрей Сердинов Украина                                                 | 52,17    | Денис Силантьев Украина                                                                  | 52,36    |
| 200 м баттерфляй               | Франк Эспозито Франция                                                                       | 1:55,18   | Денис Силантьев Украина                                                 | 1:55,42  | Анатолий Поляков Россия                                                                  | 1:55,62  |
|                                |                                                                                              |           |                                                                         |          |                                                                                          |          |
| 200 м комплекс                 | Яни Сиевинен Финляндия                                                                       | 1:59,30   | Алессио Боджатто Италия                                                 | 1:59,83  | Маркус Роган Австрия                                                                     | 2:00,50  |
| 400 м комплекс                 | Алессио Боджатто Италия                                                                      | 4:13,19   | Иштван Батази Венгрия                                                   | 4:17,33  | Николя Ростуше Франция                                                                   | 4:19,19  |
|                                |                                                                                              |           |                                                                         |          |                                                                                          |          |
| Эстафета 4×100 м вольный стиль | Германия · Ларс Конрад · Штефан Хербст · Торстен Шпанненберг · Штефан Кунцельманн            | 3:17,67   | Швеция · Эрик ла Флёр · Стефан Нистранд · Ларс Фрёландер · Маттиас Олин | 3:17,75  | Италия · Лоренцо Висмара · Кристиан Галенда · Микеле Гарсиа · Симоне Черкато             | 3:18,20  |
| Эстафета 4×200 м вольный стиль | Италия · Маттео Пелличиари · Эмилиано Брембилла · Федерико Капеллаццо · Масимилиано Розолино | 7:12,18   | Германия · Мориц Циммер · Штефан Пол · Ларс Конрад · Штефан Хербст      | 7:17,59  | Греция · Атанасиос Оикономоу · Николас Ксилорис · Иоаннис Коккодис · Спиридон Гианниотис | 7:20,67  |
| Комбиниров. эстафета 4×100 м   | Россия · Евгений Алёшин · Роман Слуднов · Игорь Марченко · Александр Попов                   | 3:36,21   | Франция · Пьер Роже · Юг Дюбоск · Франк Эспозито · Роман Барнье         | 3:36,55  | Германия · Стив Телоке · Йенс Круппа · Томас Руппрат · Штефан Хербст                     | 3:37,05  |

### Женщины
| Дисциплина                     | Золото                                                                               | Золото    | Серебро                                                                              | Серебро | Бронза                                                                              | Бронза  |
| ------------------------------ | ------------------------------------------------------------------------------------ | --------- | ------------------------------------------------------------------------------------ | ------- | ----------------------------------------------------------------------------------- | ------- |
| 50 м вольный стиль             | Тереза Альсхаммар · Швеция                                                           | 24,84     | Мартина Моравцова · Словакия                                                         | 25,09   | Александра Герасименя · Беларусь                                                    | 25.24   |
| 100 м вольный стиль            | Франциска ван Альмсик · Германия                                                     | 54,39     | Мартина Моравцова · Словакия                                                         | 54,61   | Алёна Попченко · Беларусь                                                           | 54,62   |
| 200 м вольный стиль            | Франциска ван Альмсик · Германия                                                     | 1:56,64WR | Камелия Потек · Румыния                                                              | 1:57,80 | Алёна Попченко · Беларусь                                                           | 1:57,91 |
| 400 м вольный стиль            | Яна Клочкова · Украина                                                               | 4:07,10   | Эва Ристов · Венгрия                                                                 | 4:07,24 | Камелия Потек · Румыния                                                             | 4:09,49 |
| 800 м вольный стиль            | Яна Хенке · Германия                                                                 | 8:23,83   | Эва Ристов · Венгрия                                                                 | 8:28,06 | Ханна Штокбауэр · Германия                                                          | 8:30,97 |
|                                |                                                                                      |           |                                                                                      |         |                                                                                     |         |
| 50 м на спине                  | Нина Живаневская · Испания                                                           | 28,58     | Сандра Фёлькер · Германия                                                            | 28,81   | Александра Герасименя · Беларусь                                                    | 28,86   |
| 100 м на спине                 | Станислава Комарова · Россия                                                         | 1:01,40   | Сандра Фёлькер · Германия                                                            | 1:01,42 | Антье Бушшульте · Германия                                                          | 1:01,56 |
| 200 м на спине                 | Станислава Комарова · Россия                                                         | 2:09,49   | Нина Живаневская · Испания                                                           | 2:10,27 | Ирина Амшенникова · Украина                                                         | 2:11,59 |
|                                |                                                                                      |           |                                                                                      |         |                                                                                     |         |
| 50 м брасс                     | Эмма Игельстрём · Швеция                                                             | 31,17     | Светлана Бондаренко · Украина                                                        | 31,77   | Елена Богомазова · Россия                                                           | 32,10   |
| 100 м брасс                    | Эмма Игельстрём · Швеция                                                             | 1:07,87   | Светлана Бондаренко · Украина                                                        | 1:09,28 | Елена Богомазова · Россия                                                           | 1:09,53 |
| 200 м брасс                    | Мирна Юкич · Австрия                                                                 | 2:25,83   | Анне Полеска · Германия                                                              | 2:27,37 | Эмма Игельстрём · Швеция                                                            | 2:27,61 |
|                                |                                                                                      |           |                                                                                      |         |                                                                                     |         |
| 50 м баттерфляй                | Анна-Карин Камерлинг · Швеция                                                        | 25,57WR   | Даниэла Самульски · Германия                                                         | 26,86   | Шанталь Грот · Нидерланды                                                           | 26,91   |
| 100 м баттерфляй               | Мартина Моравцова · Словакия                                                         | 57,20     | Отыля Енджейчак · Польша                                                             | 57,97   | Анна-Карин Камерлинг · Швеция                                                       | 58,94   |
| 200 м баттерфляй               | Отыля Енджейчак · Польша                                                             | 2:05,78WR | Эва Ристов · Венгрия                                                                 | 2:08,24 | Анника Мельхорн · Германия                                                          | 2:09,37 |
|                                |                                                                                      |           |                                                                                      |         |                                                                                     |         |
| 200 м комплекс                 | Яна Клочкова · Украина                                                               | 2:11,59   | Анна Щерба · Беларусь                                                                | 2:13,04 | Аленка Кейжар · Словения                                                            | 2:14,24 |
| 400 м комплекс                 | Яна Клочкова · Украина                                                               | 4:35,10   | Эва Ристов · Венгрия                                                                 | 4:36,17 | Николь Хетцер · Германия                                                            | 4:42,22 |
|                                |                                                                                      |           |                                                                                      |         |                                                                                     |         |
| Эстафета 4×100 м вольный стиль | Германия · Петра Даллманн · Франциска ван Альмсик · Катрин Майсснер · Сандра Фёлькер | 3:36,00WR | Швеция · Тереза Альсхаммар · Анна-Карин Камерлинг · Юханна Шёберг · Юсефин Лилльхаге | 3:40,66 | Нидерланды · Марлен Велдхёйс · Манон ван Ройен · Шанталь Грот · Вильма ван Хофвеген | 3:41,98 |
| Эстафета 4×200 м вольный стиль | Германия · Петра Даллманн · Франциска ван Альмсик · Ханна Штокбауэр · Алесса Рис     | 7:59,07   | Испания · Лаура Рока · Мелисса Кабальеро · Эрика Вильяэсиха · Татьяна Роуба          | 8:05,83 | Швеция · Лиса Ванберг · Ида Маттссон · Юханна Шёберг · Юсефин Лилльхаге             | 8:08,46 |
| Комбиниров. эстафета 4×100 м   | Германия · Антье Бушшульте · Франциска ван Альмсик · Симоне Вайлер · Сандра Фёлькер  | 4:01,54ER | Швеция · Тереза Альсхаммар · Анна-Карин Камерлинг · Юханна Шёберг · Эмма Игельстрём  | 4:06,15 | Украина · Ольга Мукомол · Светлана Бондаренко · Ирина Амшенникова · Яна Клочкова    | 4:06,22 |

↑ ER — европейский рекорд
↑ WR — мировой рекорд

## Плавание на открытой воде

### Мужчины
| Дисциплина | Золото                   | Золото    | Серебро                   | Серебро   | Бронза                   | Бронза    |
| ---------- | ------------------------ | --------- | ------------------------- | --------- | ------------------------ | --------- |
| 5 км       | Лука Бальдини · Италия   | 55:35,6   | Томас Лурц · Германия     | 56:24,5   | Стефано Рубаудо · Италия | 56:26,68  |
| 10 км      | Владимир Дятчин · Россия | 1:55:27,9 | Евгений Кошкаров · Россия | 1:55:29,9 | Лука Бальдини · Италия   | 1:56:04,2 |
| 25 км      | Юрий Кудинов · Россия    | 5:09:47,4 | Жиль Ронди · Франция      | 5:18:02,0 | Давид Мека · Испания     | 5:18:27,1 |

### Женщины
| Дисциплина | Золото                     | Золото    | Серебро                   | Серебро   | Бронза                   | Бронза    |
| ---------- | -------------------------- | --------- | ------------------------- | --------- | ------------------------ | --------- |
| 5 км       | Виола Валли · Италия       | 1:00:25,9 | Ханна Милуска · Швейцария | 1:00:27,3 | Надин Пастор · Германия  | 1:00:28,3 |
| 10 км      | Эдит ван Дайк · Нидерланды | 2:06:20,3 | Ангела Маурер · Германия  | 2:06:22,5 | Бритта Камрау · Германия | 2:06:22,7 |
| 25 км      | Эдит ван Дайк · Нидерланды | 5:27:34,0 | Олеся Шалыгина · Россия   | 5:34:47,9 | Наталья Панкина · Россия | 5:34:51,4 |

## Прыжки в воду

### Мужчины
| Дисциплина              | Золото                                     | Золото | Серебро                                      | Серебро | Бронза                                          | Бронза |
| ----------------------- | ------------------------------------------ | ------ | -------------------------------------------- | ------- | ----------------------------------------------- | ------ |
| Трамплин 1 м            | Никола Маркони · Италия                    | 390,81 | Хосе Мигель Хил · Испания                    | 385,86  | Кристиан Лёффлер · Германия                     | 377,94 |
| Трамплин 3 м            | Дмитрий Саутин · Россия                    | 495,45 | Андреас Вельс · Германия                     | 463,59  | Василий Лисовский · Россия                      | 456,06 |
| Вышка 10 м              | Хайко Майер · Германия                     | 492,39 | Имре Лендьель · Венгрия                      | 426,27  | Александр Варламов · Беларусь                   | 400,62 |
|                         |                                            |        |                                              |         |                                                 |        |
| Синхронный трамплин 3 м | Дмитрий Саутин · Дмитрий Байбаков · Россия | 360,33 | Андреас Вельс · Тобиас Шелленберг · Германия | 350,25  | Никола Маркони · Томмазо Маркони · Италия       | 330,51 |
| Синхронная вышка 10 м   | Роман Володьков · Антон Захаров · Украина  | 340,20 | Андраш Хайнал · Имре Лендьель · Венгрия      | 315,06  | Андрей Мамонтов · Александр Варламов · Беларусь | 300,36 |

### Женщины
| Дисциплина              | Золото                                    | Золото | Серебро                                | Серебро | Бронза                                            | Бронза |
| ----------------------- | ----------------------------------------- | ------ | -------------------------------------- | ------- | ------------------------------------------------- | ------ |
| Трамплин 1 м            | Хайке Фишер · Германия                    | 308,58 | Вера Ильина · Россия                   | 307,53  | Наталья Умыскова · Россия                         | 285,03 |
| Трамплин 3 м            | Юлия Пахалина · Россия                    | 329,94 | Дитте Котциан · Германия               | 319,08  | Конни Шмальфус · Германия                         | 295,29 |
| Вышка 10 м              | Анке Пипер · Германия                     | 337,05 | Таня Каньотто · Италия                 | 331,32  | Ольга Леонова · Украина                           | 321,93 |
|                         |                                           |        |                                        |         |                                                   |        |
| Синхронный трамплин 3 м | Дитте Котциан · Конни Шмальфус · Германия | 312,00 | Вера Ильина · Юлия Пахалина · Россия   | 308,76  | Таня Каньотто · Мария Маркони · Италия            | 268,98 |
| Синхронная вышка 10 м   | Аннетт Гамм · Дитте Котциан · Германия    | 309,78 | Елена Жупина · Ольга Леонова · Украина | 284,97  | Евгения Ольшевская · Светлана Тимошинина · Россия | 283,02 |

## Синхронное плавание
| Дисциплина | Золото | Золото | Серебро | Серебро | Бронза | Бронза |
| ---------- | --- | ------ | --- | ------- | --- | ------ |
| Соло       | Виржини Дидье · Франция | 99,100 | Анастасия Давыдова · Россия | 97,900  | Хемма Менгуаль · Испания | 97,100 |
| Дуэты      | Анастасия Давыдова · Анастасия Ермакова · Россия | 99,300 | Паола Тирадос · Хемма Менгуаль · Испания                                                                                                 | 97,900  | Мириам Глез · Виржини Дидье · Франция | 96,600 |
| Группы     | Россия · Анна Шорина · Елена Овчинникова · Эльвира Хасянова · Ирина Толкачёва · Мария Громова · Юлия Шестакович · Анастасия Давыдова · Анастасия Ермакова · Елена Журавлёва (запасная) | 99,000 | Испания · Алисия Санс · Ирина Родригес · Ана Монтеро · Тина Фуэнтес · Андреа Фуэнтес · Ракель Корраль · Паола Тирадос · Хемма Менгуаль · | 98,100  | Италия · Лорена Дзаффалон · Беатриче Спациани · Элиза Плаисант · Джоуи Пакканьелла · Кристина Дзарфати · Моника Чирулли · Лаура Дзанацца · Ева Бальдзаротти · | 96,400 |